# Zuleyka Rivera
Zuleyka Rivera (Cayey, Puerto Rico, 1987. október 3. –) Puerto Ricó-i szépségkirálynő, modell, színésznő.

## Élete és pályafutása
Zuleyka Rivera 1987. október 3-án született Cayeyben. 2002-ben megnyerte a Miss Salinas Teen szépségversenyt. 2006-ban a Miss Puerto Rico szépségverseny győztese lett. Kapcsolata volt José Juan Barrerával, akitől 2012. február 18-án született egy fia: Sebastián José Barrera Rivera. Kapcsolatuk 2013-ban véget ért.

## Filmográfia

### Telenovellák
| Év        | Cím             | Szerep          | Megjegyzés  |
| --------- | --------------- | --------------- | ----------- |
| 2007      | Dame Chocolate  | Betsy Marvel    | Telenovella |
| 2010-2011 | Alguien te mira | Rocío Lynch     | Telenovella |
| 2010-2011 | Aurora          | Diana Del Valle | Telenovella |
| 2013      | Rosario         | Sandra Díaz     | Telenovella |
| 2013      | Cosita Linda    | Viviana Robles  | Telenovella |

### Filmek
| Év   | Cím                          | Szerep | Megjegyzés     |
| ---- | ---------------------------- | ------ | -------------- |
| 2010 | ¡Qué Despelote!: La Película | Önmaga | Vendégszereplő |
| 2013 | Runner, Runner               |        |                |

### Egyéb szerepek
Ő iszogatja a Hell jegeskávét Bruce Willisszel a reklámban. Szerepelt Luis Fonsi "Despacito" című dalának videóklipjében is.[forrás?]